# Resolució 2369 del Consell de Seguretat de les Nacions Unides
La Resolució 2369 del Consell de Seguretat de les Nacions Unides fou adoptada per unanimitat el 27 de juliol de 2017. Després de reafirmar totes les resolucions sobre el conflicte de Xipre el Consell va ampliar el mandat de la Força de les Nacions Unides pel Manteniment de la Pau a Xipre (UNFICYP) durant sis mesos més fins al 31 de gener de 2018.

## Contingut
Hi ha hagut un renovat progrés en les negociacions entre els líders grecoxipriotes i turcoxipriotes. El juny de 2017, sota la direcció de les Nacions Unides, es va celebrar la Convenció de Xipre amb les dues parts i els tres garants, Grècia, Turquia i el Regne Unit. No obstant això, no s'ha aconseguit cap acord.
Es va demanar a ambdós líders que continuessin negociant els assumptes centrals i implementessin mesures per millorar la confiança entre ambdues parts. El mandat de la UNFICYP es va renovar fins al 31 de gener de 2018. Es va demanar al secretari general António Guterres que realitzés una avaluació estratègica de la força de pau per optimitzar-la sobre aquesta base.